# Korabl-Sputnik 4
Korabl-Sputnik 4 – testowy radziecki statek kosmiczny, w ramach programu Wostok, czwarty pomyślnie wystrzelony 9 marca 1961 roku prototyp statków Wostok, pierwszy w konfiguracji 3KA – całkowicie przygotowanej do lotu człowieka – którą później 12 kwietnia 1961 roku poleciał Jurij Gagarin. Wyniósł na orbitę psa Czernuszkę, świnkę morską, kilka myszy i manekina Iwana Iwanowicza. Jednym z ważniejszych celów tej misji było sprawdzenie systemów łączności radiowej i głosowej ze statkiem na orbicie.

## Przebieg misji
Orbita statku była przystosowana do lotu załogowego – w wypadku nie zadziałania silnika hamującego, statek po dziesięciu dniach w sposób naturalny wszedłby pod odpowiednim kątem do atmosfery. Silnik zadziałał jednak prawidłowo i pracował 42,5 sekundy. Katapultowany fotel wyrzucił manekina na zewnątrz statku, po czym opadł na spadochronie. Pies i pozostałe zwierzęta pozostały w kapsule powrotnej i bezpiecznie wylądowały na otwartej przestrzeni, około 260 km na północny wschód od Kujbyszewa, około 8:10, po wykonaniu jednego okrążenia Ziemi.

## Manekin

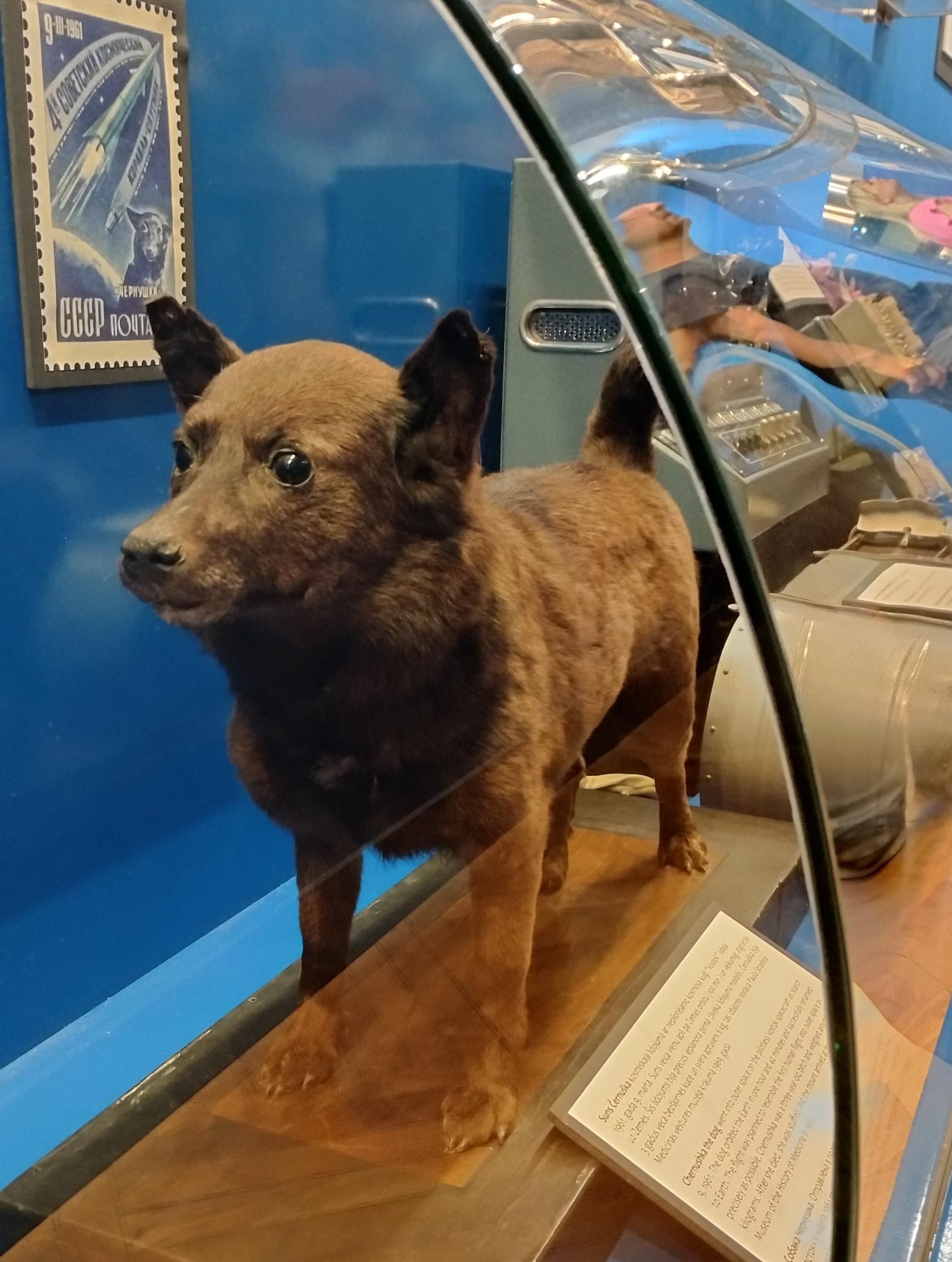
Pies Czernuszka w Muzeum Historii Medycyny im. Paulsa Stradiņša w Rydze

Korabl-Sputnik 4 wyniósł na orbitę pełnowymiarowego manekina człowieka w skafandrze kosmicznym SK-1 Sokoł (w pełni funkcjonalnym). Manekin nazwano Iwan Iwanowicz (rosyjski odpowiednik amerykańskiego John Doe). Na hełmie umieszczono napis: Nie dotykać – natychmiast zgłosić do lokalnych organów władzy. Siergiej Korolow osobiście wydał również polecenie umieszczenia dodatkowej informacji, że w skafandrze nie ma człowieka: za szybą hełmu umieszczono płytę z dużym napisem makiet, czyli makieta.
W celu przetestowania łączności radiowej, a jednocześnie, aby sprawić psikusa amerykańskim służbom wywiadowczym, z orbity odtworzono nagranie magnetofonowe, w którym Iwan Iwanowicz podał przepis na kapuśniak i barszcz zabielany śmietaną. Ten dowcip oraz okoliczności związane z lądowaniem manekina przyczyniły się do powstania legendy o astronaucie, który znalazł się na orbicie przed Gagarinem, lecz zginął przy lądowaniu.
W grudniu 1993 skafander manekina został zlicytowany przez dom aukcyjny Sotheby’s w Nowym Jorku za 189,5 tys. dolarów.

## Nieudana próba
Lot, który miał być oznaczony jako Korabl-Sputnik 4 odbył się tak naprawdę wcześniej, 22 grudnia 1960. Zakończył się jednak niepowodzeniem, dlatego oznaczenie przeszło na kolejną misję. W indeksie COSPAR oznaczono go jako 1960-F19.
Miał to być kolejny lot testujący załogowy statek Wostok. Rosjanom udało się prawdopodobnie szybko zlikwidować przyczynę tragicznej misji Korabl-Sputnik 3 (Sputnik 6), związaną z silnikiem hamującym TDU. Pasażerami ponownie były zwierzęta, dwa psy, Damka (Дамка) i Piękna (Красавка) (źródła podają dwa inne imiona dla każdego z nich, odpowiednio: Perłowata (Жемчужная) i Psikus (Шутка), Kometka (Кометка) i Błazen (Жулька)).
Rakieta wystartowała z kosmodromu Bajkonur, o godz. 07:45 GMT. Niestety nie osiągnęła orbity. W 432 sekundzie lotu wyłączył się główny silnik rakiety nośnej, Wostok 8K72K. Do tego momentu rakieta, wraz z ładunkiem, wzniosła się na wysokość 214 km i przeleciała 3500 km. Kapsuła nie powinna była wylądować na Ziemi. Tak jak w misji Sputnik 6, miała zamontowane ładunki wybuchowe mające ją zniszczyć przy niekontrolowanym lub przypadkowym powrocie do atmosfery. Ładunki wybuchowe miały także dodatkowy, czasowy mechanizm zapalny, ustawiony na detonację po sześćdziesięciu godzinach od dotknięcia Ziemi.
Ku zdziwieniu obsługi misji, udało jej się jednak dotrzeć na Ziemię – niedaleko wioski Tura, w Ewenkijskim Okręgu Autonomicznym. Znakiem tego były charakterystyczne dla statku transmisje radiowe nadawane na kilku częstotliwościach (m.in. 10,003 MHz). Zostały one odebrane przez radionamierniki stacji przeciwlotniczych Krug koło Taszkentu oraz w Moskwie i Krasnodarze. Odebranie tych sygnałów umożliwiło zgrubne wyznaczenie pozycji upadku statku. Rozpoczął się wyścig z czasem, gdyż nieodnalezienie kapsuły w ciągu 60 godzin i nierozbrojenie ładunków zakończyłoby istnienie jej i psów (których raczej nie spodziewano się zastać żywych). Grupa 12 specjalistów poleciała samolotem Ił-14 z Bajkonuru do Krasnojarska, gdzie przesiedli się do mniejszego samolotu mogącego lądować na lotniskach położonych bliżej kapsuły. W Krasnojarsku do ekipy poszukiwawczej dołączyły się grupy saperów z Kujbyszewa i Leningradu. Zespół ten dotarł do kapsuły w warunkach -45 °C mrozu, około 30 godzin po lądowaniu kapsuły. Dwóch saperów zrzucono w pobliże kapsuły. Brodząc w śniegu do pasa, z pomocą samolotów i śmigłowców, które musiały wskazywać im kierunek, doszli do kapsuły. Mimo stukania w kadłub nie słyszeli oni szczekania psów. Wizjer statku był przesłonięty grubą warstwą szronu. Cały personel poszukiwawczy został szybko wycofany do Tury z powodu krótkiego trwania dnia. Siergiej Korolow nakazał szefowi grupy poszukiwawczej, Arwidowi Pallo, ustalić, co stało się z psami. Następnego ranka grupa poszukiwawcza, wraz z weterynarzem, poleciała z powrotem do rozbitego statku. Gdy przestawili kapsułę do prostej pozycji, usłyszeli szczekanie psów. Weterynarz owinął je we własny wełniany płaszcz. Cała grupa natychmiast wróciła do Moskwy.
Udane lądowanie statku było wynikiem czystego przypadku. Kable łączące kapsułę z resztą pojazdu przepaliły się w taki sposób, który nie spowodował zapłonu ładunków wybuchowych. Psy znaleziono w kabinie (choć powinny zostać katapultowane z niej), gdyż katapulta została wyzwolona wcześniej niż właz statku – gdy właz został odrzucony, fotel w którym znajdowały się psy, nie miał już energii potrzebnej do katapultowania.
Dokładne miejsce lądowania nie jest potwierdzone. Dwóch członków misji podaje inne kierunki i odległości od wioski Tura (70 km na południe lub 60 km na zachód).